# ポール・アドル
ポール・アドル（Paul-Joseph Hadol、1835年2月26日 - 1875年11月26日）は「White」のペンネームでも活動したフランスの風刺画家、挿絵画家である。

## 略歴
フランス北東部、ヴォージュ県のルミルモン(Remiremont)のブルジョアの家に生まれた。税関の職員をした後、パリに出て自由な生活を送ることになった。本名や、「White」のペンネームで、 「Le Charivari」や「le Journal amusant」、「Le Gaulois」、「 L'Éclipse」、「 La Vie parisienne」、「 Monde comique」といった風刺雑誌のために風刺画を制作した。
扱った題材は、音楽家などの芸術家のカリカチュアであり、アドルの作品は当時フィルマン・ジロ(Firmin Gillot)が発明した「ジロタージュ」(gillotage)と呼ばれた亜鉛版の写真製版による腐食凸版法を用いて、印刷された。政治風刺の作品も制作し、「帝国の獣の群れ(La ménagerie impériale)」というタイトルで政治家のカリカチュアを集めた画集も制作した。
挿絵画家としては子供向けの書籍の挿絵も描いた。
パリで未婚のまま亡くなった。

## 作品

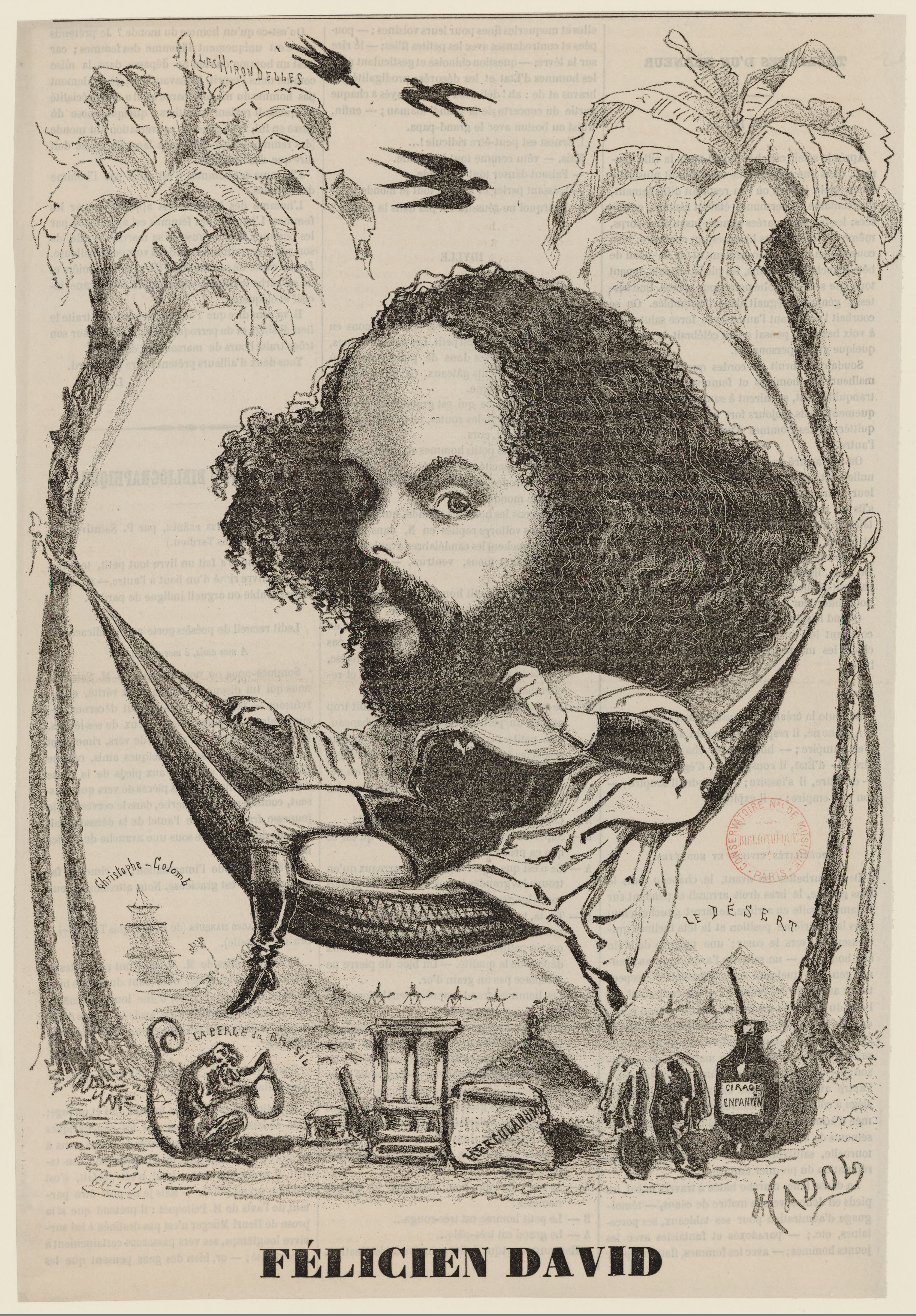
フェリシアン・ダヴィッド-作曲家
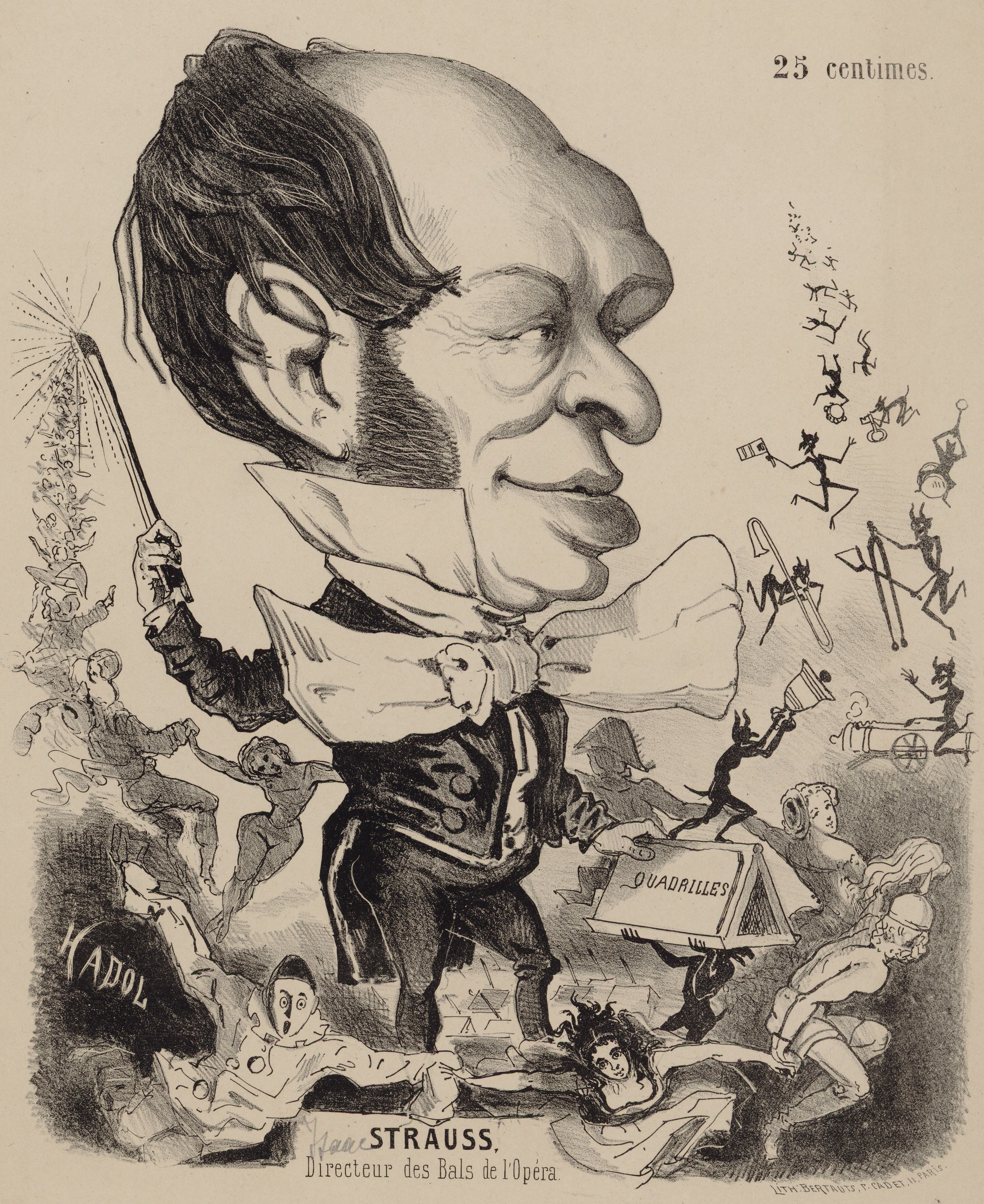
イザーク・ストロース-指揮者
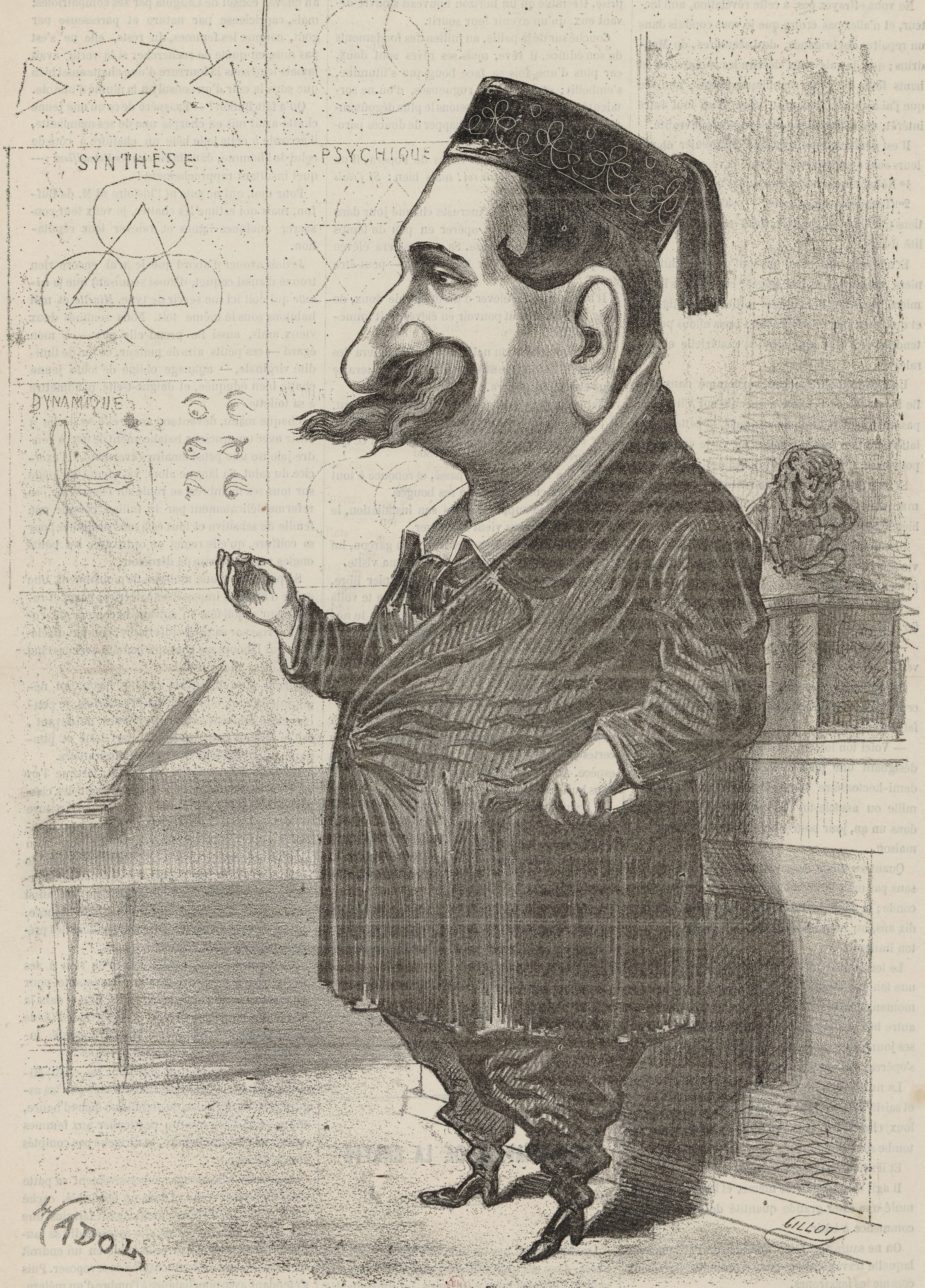
フランソワ・デルサルト-歌手、音楽教師
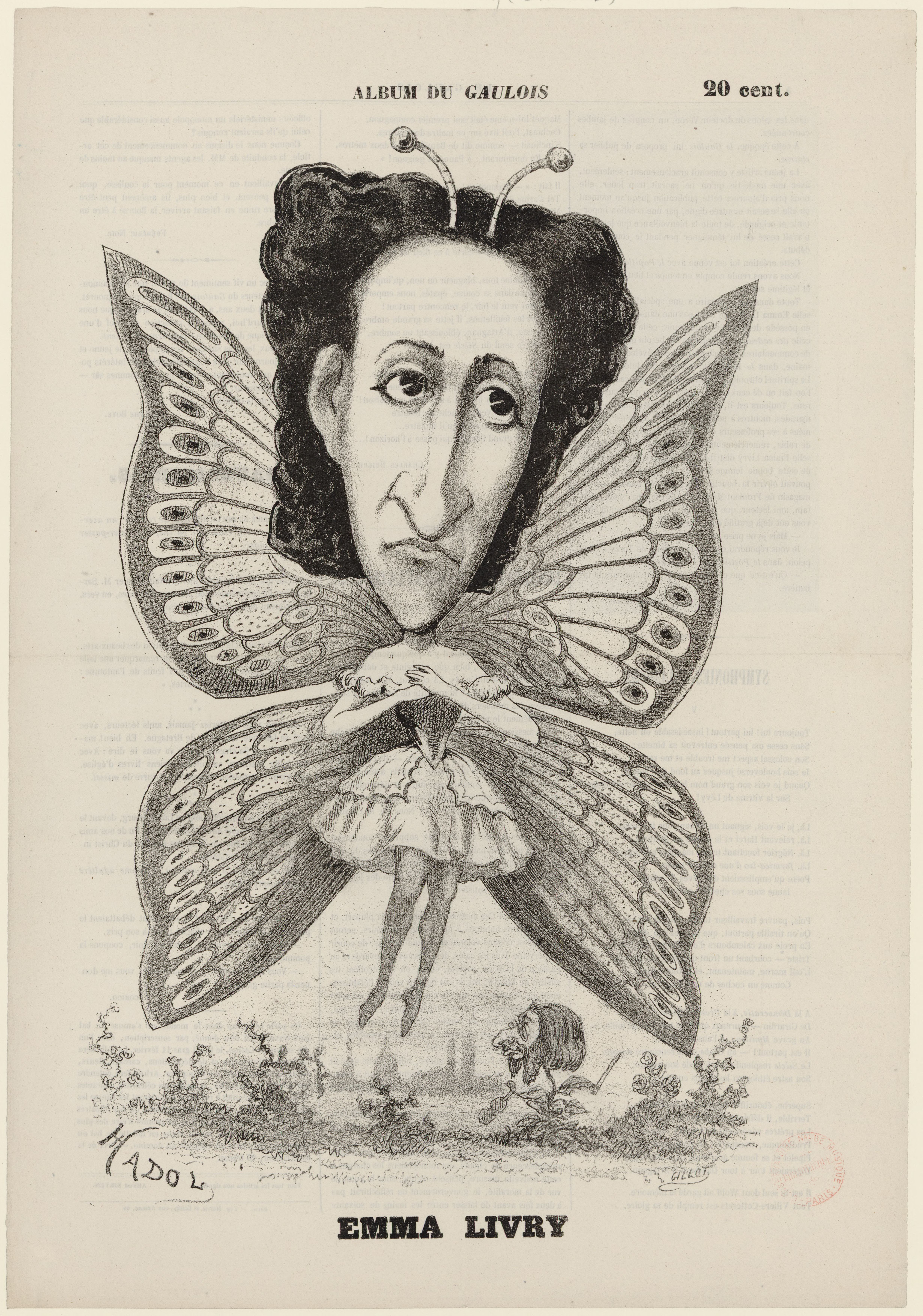
エマ・リヴリー - バレー・ダンサー
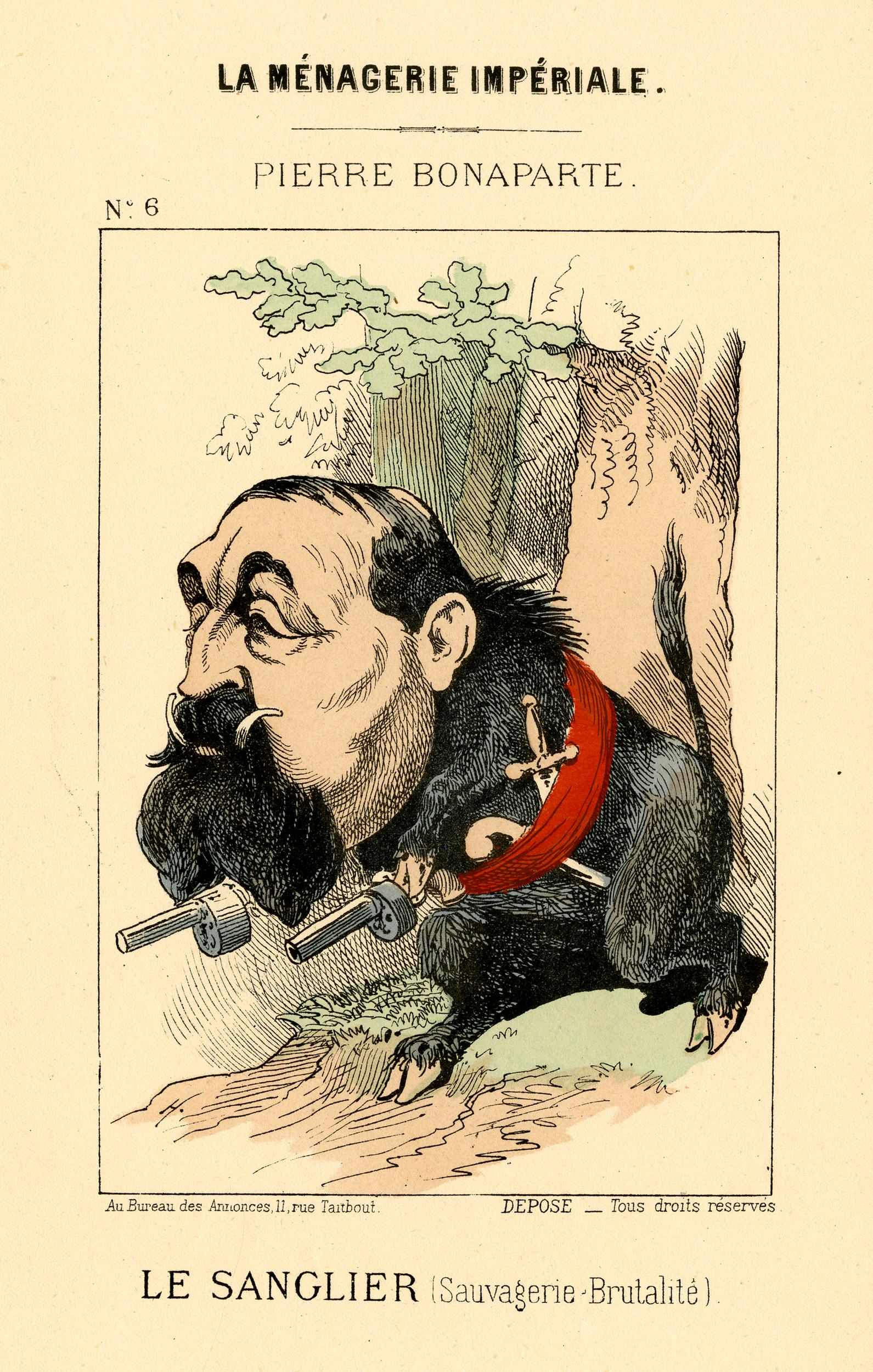
ピエール＝ナポレオン・ボナパルト

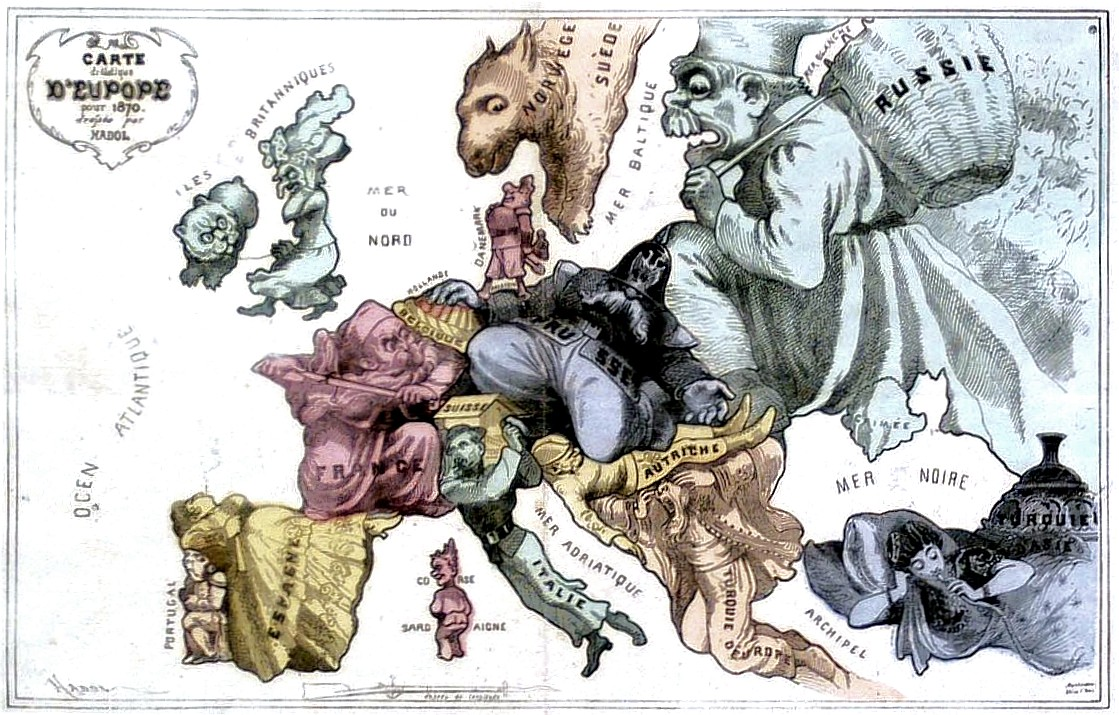
ヨーロッパの地図
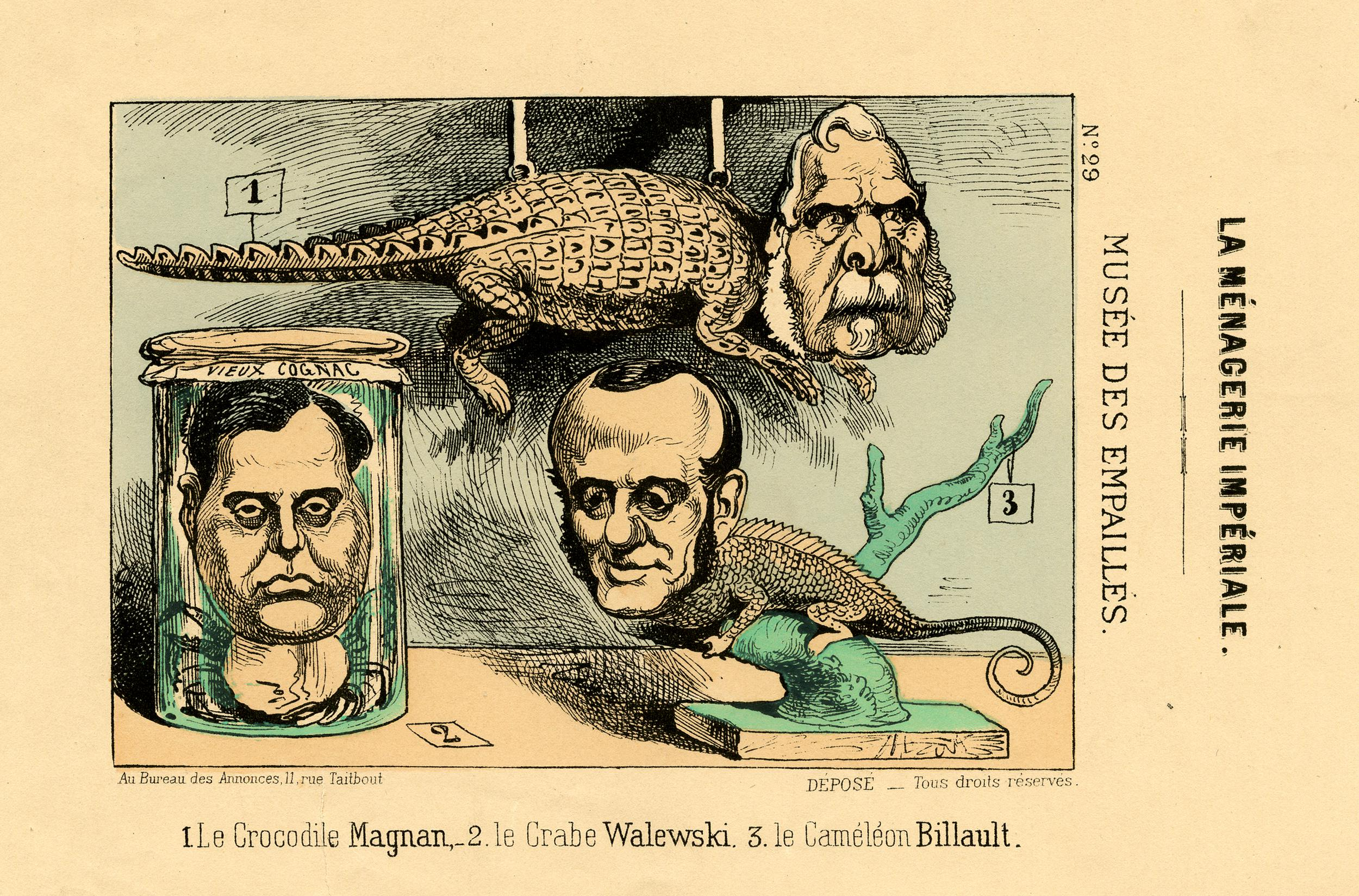